# 알렉산드라 세이비어
알렉산드라 세이비어(Alexandra Savior, 1995년 6월 14일 ~ )는 미국의 싱어송라이터이다.

## 음반 목록
- Belladonna of Sadness (2017)
- The Archer (2020)